# Lunar Orbiter 1

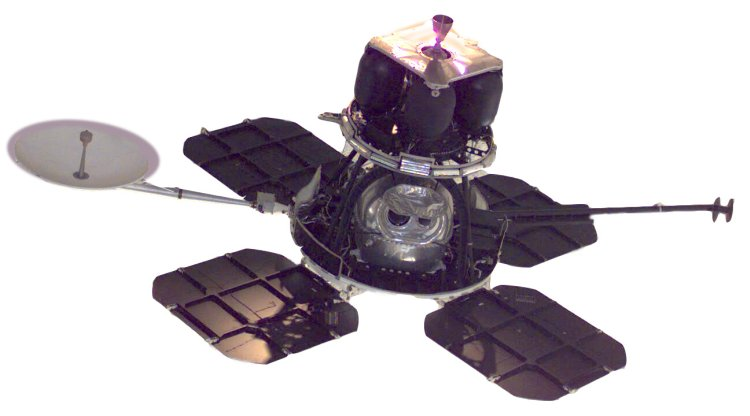
Lunar Orbiter 1

Il Lunar Orbiter 1 fu il primo satellite lunare appartenente al Programma Lunar Orbiter. Il suo scopo era quello di ottenere foto della Luna che permettessero di scegliere adeguati siti per gli atterraggi delle sonde Surveyor e per le missioni Apollo.

## La Missione

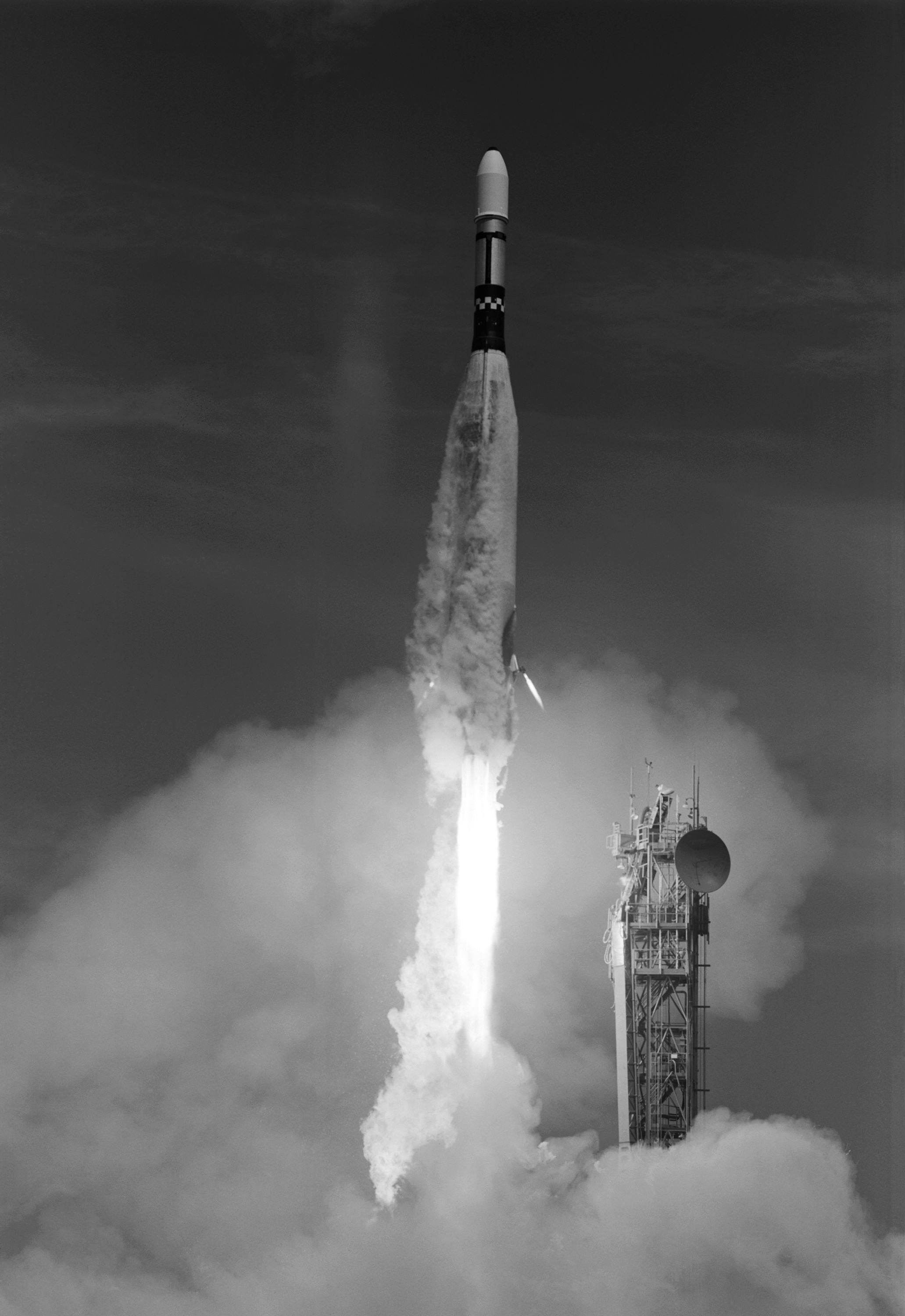
Lancio del Lunar Orbiter 1

Il Lunar Orbiter 1 fu lanciato il 10 agosto del 1966 alle 19:26:00 UTC e alle 19:31 UTC veniva immesso in un'orbita di parcheggio terrestre. Alle 20:04 UTC furono accesi i razzi e iniziò il suo volo verso la Luna. Durante il tragitto, la sonda perse il riferimento con la stella Canopo e non si orientò in maniera tale da evitare un pericoloso surriscaldamento a causa dell'esposizione solare. I tecnici a terra risolsero il problema usando la Luna come punto di orientamento, in questo modo furono in grado di inclinare il Lunar Orbiter 1 di 36 gradi e di ridurre il surriscaldamento.
Dopo 92 ore di volo si immise in un'orbita lunare ed iniziò con successo la sua missione. Le foto inviate a Terra furono eseguite tra il 18 agosto e il 25 agosto mentre furono trasmesse il 14 settembre. Il 23 agosto la sonda riprese le prime foto della Terra dalla distanza della luna. In totale furono eseguite 42 foto ad alta risoluzione e 187 a media risoluzione, per un totale di 5 milioni di chilometri quadrati di superficie lunare, che rappresentavano il 75% degli obiettivi posti alla missione.
I contatti con la sonda durarono fino al suo impatto lunare, avvenuto il 29 ottobre, sulla faccia distante del nostro satellite, alle coordinate 7° nord - 161° est. La missione sarebbe dovuta durare circa un anno, ma la scarsa quantità di propellente necessario alle correzioni orbitali ed altri deterioramenti della sonda resero impossibile il proseguimento. Oltre alla strumentazione necessaria a riprendere la Luna, il Lunar Orbiter 1 ospitava a bordo un rilevatore di micro-meteoriti, un rilevatore di radiazioni e uno strumento per studiare il campo gravitazionale lunare.

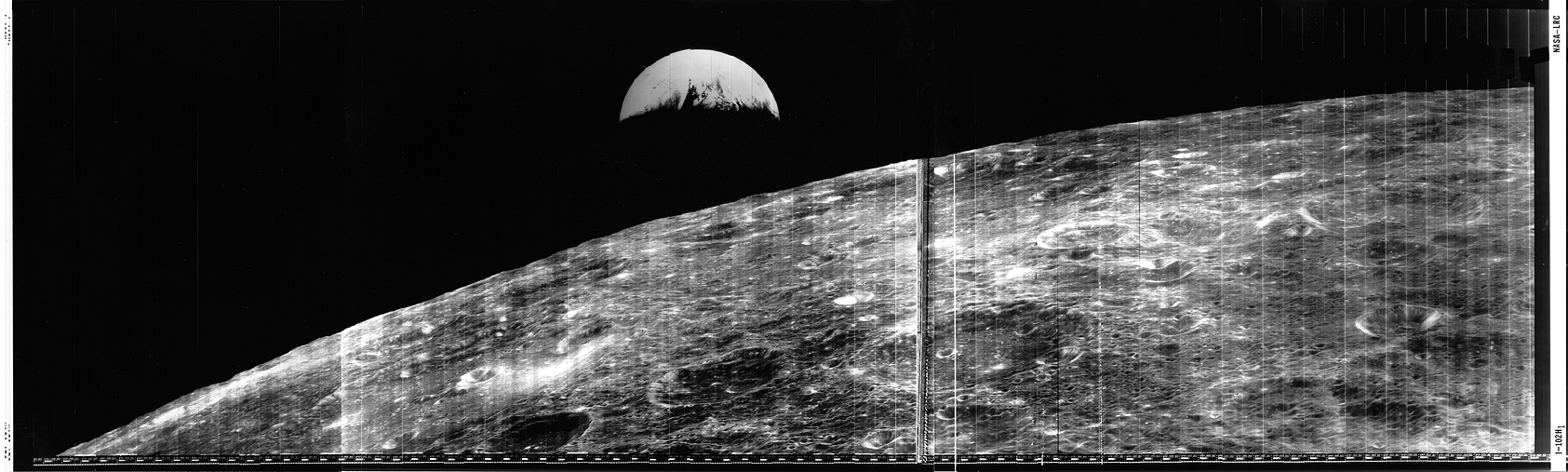
Luna e Terra riprese dal Lunar Orbiter 1